# Pseudocyphellaria granulata
Pseudocyphellaria granulata är en lavart som först beskrevs av Churchill Babington, och fick sitt nu gällande namn av Malme. Pseudocyphellaria granulata ingår i släktet Pseudocyphellaria och familjen Lobariaceae.   Inga underarter finns listade i Catalogue of Life.